# Мер дьо Глас
Мер дьо Глас (на френски: Mer de Glace) е ледник в Алпите, в масива Монблан. Той е най-големият ледник във Франция и втори по големина в Алпите след Алеч в Швейцария. Дълъг е 7 и половина км, но ако се считат и по-малките ледници, които го съставят, дължината му достига 12 км. Началото на първичните ледници Талефр (десен), Лешó (централен) и Такюл (ляв) е на височина около 3000 м, но зоната, от която черпят сняг, достига 4000. Събират се на височина 2100 м. Те заемат широк циркус между върховете Монблан дю Такюл, Дан дю Жеан, Гранд Жорас, Егюий дьо Талефр, Ле Дроат и Егюий Верт. Площта му е 32 – 33 кв. км, а дебелината – до 400 м.
Мер дьо Глас е жертва на глобалното затопляне. Знае се, че през ХVІІІ в. е достигал до главната долина, в която се намира градчето Шамони. До средата на ХХ в. краят му се е виждал оттам, но в днешно време се отдръпва все повече и повече – с по 4 метра годишно. Това се вижда добре от туристите, които го посещават. Когато през 1909 г. е била открита зъбчатата железница Монтанвер, спирката е била построена на нивото на ледника. Днес, за да се достигне ледника, се налага спускане от около 150 метра денивелация с лифт или пеша, след което слизане по още стъпала (около 380), които стават все повече с отдръпването на ледника. От Шамони има и туристически пътеки до ледника. Стига се за два часа. От спирката се открива великолепна панорама към зъберите на Гранд Жорас и към отвесната стена на връх Пти Дрю.
Всяко лято в ледника се издълбава пещера с няколко коридора, в която са поставени ледени скулптури. Тя се поддържа непрекъснато поради движението на ледника. През зимата се изоставя и след това се изгражда наново, защото спускането му става със 70 м годишно.
Мел дьо Глас е сред най-големите атракции в района на Монблан. Поради достъпността си още през ХІХ в. той е привличал хиляди туристи. Налага се да се забрани разхождането по ледника, защото някои от пукнатините му са достатъчно дълбоки, за да падне и да загине човек. Именно върху Мер дьо Глас шотландският глациолог Джеймз Форбс прави някои от най-сериозните си открития за физиологията на ледниците.

## Галерия
- Разходка по ледника, началото на ХХ век
- Спирката Монтанвер с панорамата към Гранд Жорас